# Вилијамс (Калифорнија)
Вилијамс (енгл. Williams) град је у америчкој савезној држави Калифорнија. По попису становништва из 2010. у њему је живело 5.123 становника.

## Демографија
Према попису становништва из 2010. у граду је живело 5.123 становника, што је 1.453 (39,6%) становника више него 2000. године.
| Група             | 2000.         | 2010.         |
| Белци             | 914 (24,9%)   | 1.012 (19,8%) |
| Афроамериканци    | 18 (0,5%)     | 59 (1,2%)     |
| Азијати           | 42 (1,1%)     | 94 (1,8%)     |
| Хиспаноамериканци | 2.613 (71,2%) | 3.891 (76,0%) |
| Укупно            | 3.670         | 5.123         |